# Campo di concentramento di Bardufoss
Il campo di concentramento di Bardufoss fu un lager nazista situato nell'omonima cittadina, nel nord della Norvegia.
Fu aperto nel marzo del 1944 per ovviare al sovraffollamento dei campi di Grini, cui il campo di Bardufoss era annesso, e di Falstad. Si stima che circa 800 prigionieri transitarono nel campo, e che alla liberazione, ancora 550 vi fossero internati. Situato in una zona climatica freddissima, il campo era famigerato per il suo regime del lavoro, e le razioni ancora più scarse che negli altri campi.